# Dringender Appell (1932)

Klebzettel des Internationalen Sozialistischen Kampfbundes 1932

Der Dringende Appell des Internationalen Sozialistischen Kampfbundes (ISK) vom Juni 1932 war ein Aufruf von 33 bekannten Persönlichkeiten zur taktischen Kooperation von SPD und KPD bei der Reichstagswahl vom Juli 1932. Politisch blieb der Appell folgenlos, erhielt im Jahr darauf jedoch nach Machtantritt Hitlers kulturpolitische Auswirkungen, durch die er eine breitere Bekanntheit erlangte.
Der Appell wurde in Reaktion auf das Erstarken der NSDAP in der Zeitung des ISK Der Funke veröffentlicht, auf den Litfaßsäulen Berlins plakatiert und hatte – in der dort gewählten optischen Anordnung – folgenden Wortlaut:
Dringender Appell
Die Vernichtung
 aller persönlichen und politischen Freiheit
in Deutschland steht unmittelbar bevor, wenn es nicht in letzter
 Minute gelingt, unbeschadet von Prinzipiengegensätzen alle Kräfte
 zusammenzufassen, die in der Ablehnung des Faschismus einig
 sind. Die nächste Gelegenheit dazu ist der 31. Juli. Es gilt, diese
 Gelegenheit zu nutzen und endlich einen Schritt zu tun zum
Aufbau einer einheitlichen Arbeiterfront,
die nicht nur für die parlamentarische, sondern auch für die weitere
 Abwehr notwendig sein wird. Wir richten an jeden, der diese
 Überzeugung mit uns teilt, den dringenden Appell, zu helfen, daß
ein Zusammengehen der SPD
 und KPD für diesen Wahlkampf
zustande kommt, am besten in der Form gemeinsamer Kandidaten-
 listen, mindestens jedoch in der Form von Listenverbindungen. Ins-
 besondere in den großen Arbeiterorganisationen, nicht nur in den
 Parteien, kommt es darauf an, hierzu allen erdenklichen Einfluss
 aufzubieten. Sorgen wir dafür, daß nicht Trägheit der Natur
 und Feigheit des Herzens uns in die Barbarei versinken lassen!
Am 12. Februar 1933, zwei Wochen nach der Ernennung Adolf Hitlers zum Reichskanzler, wurde zur anstehenden Reichstagswahl mit identischem Text erneut dazu aufgerufen, sich gegen Hitler zu verbünden. Unterzeichnet war er dieses Mal von 19 Personen, unter diesen wieder Heinrich Mann und Käthe Kollwitz. Am 15. Februar wurden beide deswegen auf Veranlassung von Bernhard Rust, der seit 1922 Mitglied der NSDAP war und seit dem 2. Februar 1933 als kommissarischer preußischer Kultusminister amtierte, gegen den Widerspruch von Alfred Döblin und Oskar Loerke zum Ausscheiden aus der Akademie der Künste gezwungen. Der Architekt und Berliner Stadtbaurat Martin Wagner trat daraufhin aus Protest aus der Akademie aus, wogegen Max Liebermann sie erst nach der Bücherverbrennung im Mai 1933 verließ.